# Herman Boerhaave
Herman(us) Boerhaave (Voorhout, 31 december 1668 – Leiden, 23 september 1738) was een Nederlands arts, anatoom, botanicus, scheikundige en onderzoeker. Hij was een hoogleraar die een tijdlang drie van de vijf leerstoelen van de medische faculteit bekleedde, rector magnificus was van de Universiteit van Leiden en directeur van de Hortus botanicus Leiden. Hij stond bekend als begenadigd docent en was een van de bekendste mannen van Europa, wiens faam zelfs tot in China was doorgedrongen. Boerhaaves motto was Simplex sigillum veri - Eenvoud is het kenmerk van het ware.

## Levensloop
Boerhaave werd geboren in Voorhout. Zijn moeder, Hagar Daelder, een koopmansdochter uit Amsterdam, overleed in 1673; zijn vader, Jacob Boerhaave, een dominee, hertrouwde toen Herman 6 was. Als kind heeft hij vanaf zijn 12e jaar vijf jaar lang geleden aan een hardnekkige zweer aan zijn linker dijbeen, waarvoor vele artsen werden geconsulteerd en vele pijnlijke behandelingen werden toegepast. Deze ervaringen wakkerden waarschijnlijk zijn belangstelling voor de geneeskunde aan en verhoogden zijn inlevingsvermogen in het lijden van zijn patiënten.

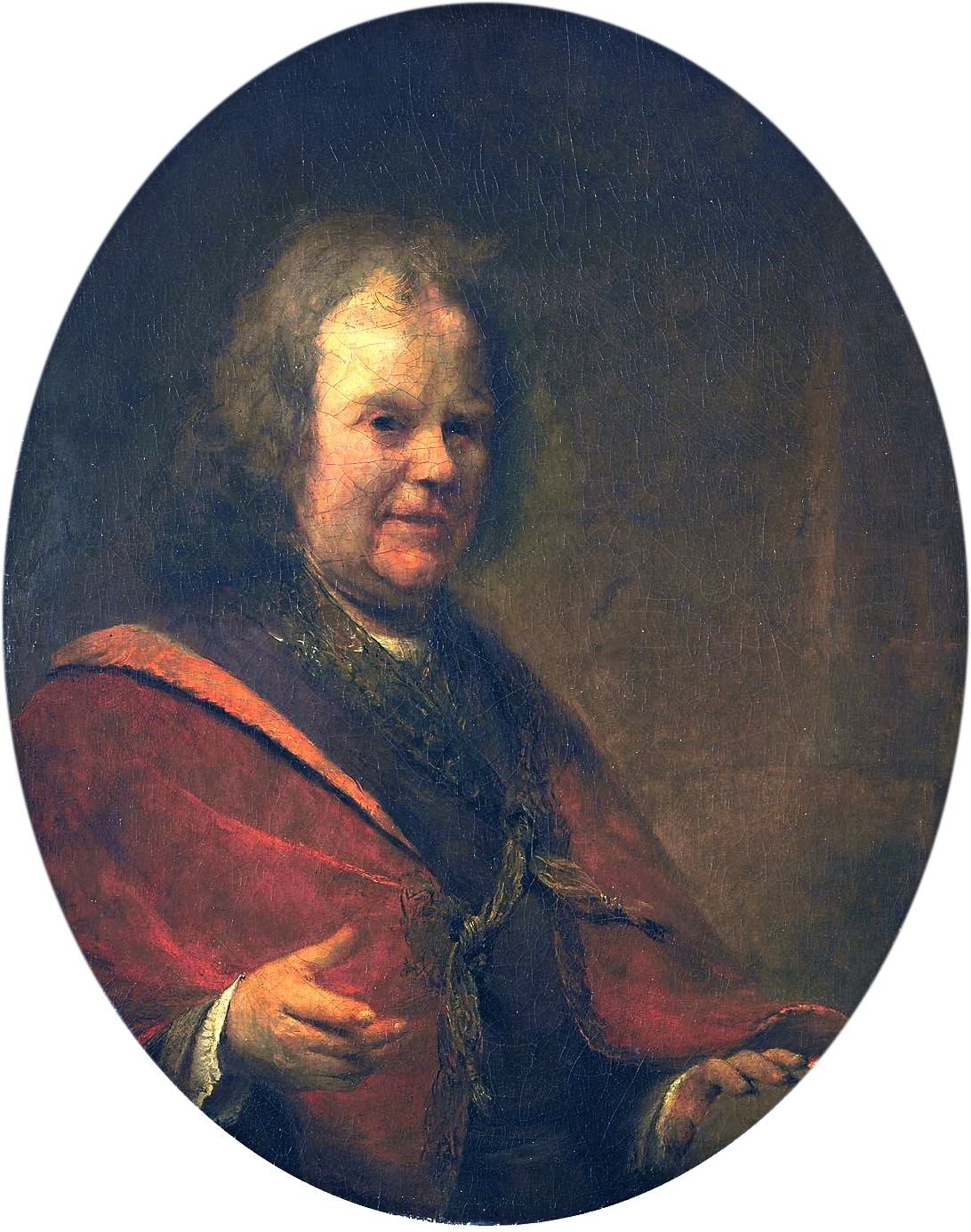
Portret van Herman Boerhaave
(ca.1722), Arent de Gelder, Mauritshuis

Op de Latijnse school, waar hij in de vierde klas geplaatst werd (hij had al thuis onderwijs gehad; zijn vader had hem eigenlijk voor het domineesambt bestemd), onderscheidde hij zich door hoge cijfers en door steeds als de beste van de klas te eindigen. In 1682 overleed zijn vader plotseling, diens vrouw en haar negen kinderen met zeer weinig middelen van bestaan achterlatend. Boerhaave studeerde eerst, deels met hulp van giften van weldoeners, filosofie, theologie en wiskunde aan de Leidse universiteit. Hij volgde onder andere college bij Burchard de Volder. In 1690 promoveerde hij op de dissertatie De distinctione mentis a corpore (over het onderscheid van de geest van het lichaam), waarin hij de leerstellingen van Epicurus, Thomas Hobbes en Spinoza aanviel. Hierna ging hij geneeskunde studeren. In 1693 promoveerde hij in Harderwijk in de geneeskunde (waarschijnlijk omdat dat goedkoper was dan in Leiden; financieel zat hij in deze jaren erg krap) en vestigde zich als arts in Leiden. Hij was zeer honkvast: de reis naar Harderwijk zou de langste reis van zijn leven blijven.
In 1701 werd hij benoemd tot lector geneeskunde aan de Leidse universiteit. In zijn inaugurele rede, De commendando Hippocratis studio, beval hij deze grote leermeester aan zijn studenten aan ter navolging. In 1709 werd hij in Leiden hoogleraar in de botanie en geneeskunde en verrichtte in die functie veel goed werk, niet alleen voor de universiteit, maar ook voor de Leidse hortus, waar hij veel verbeteringen en uitbreidingen in aanbracht en vele nieuwe soorten beschreef. Op 14 september 1710 trouwde hij Maria Drolenvaux, dochter van een rijk koopman. Ze kregen vier kinderen van wie er slechts één, Maria Joanna, een volwassen leeftijd bereikte.

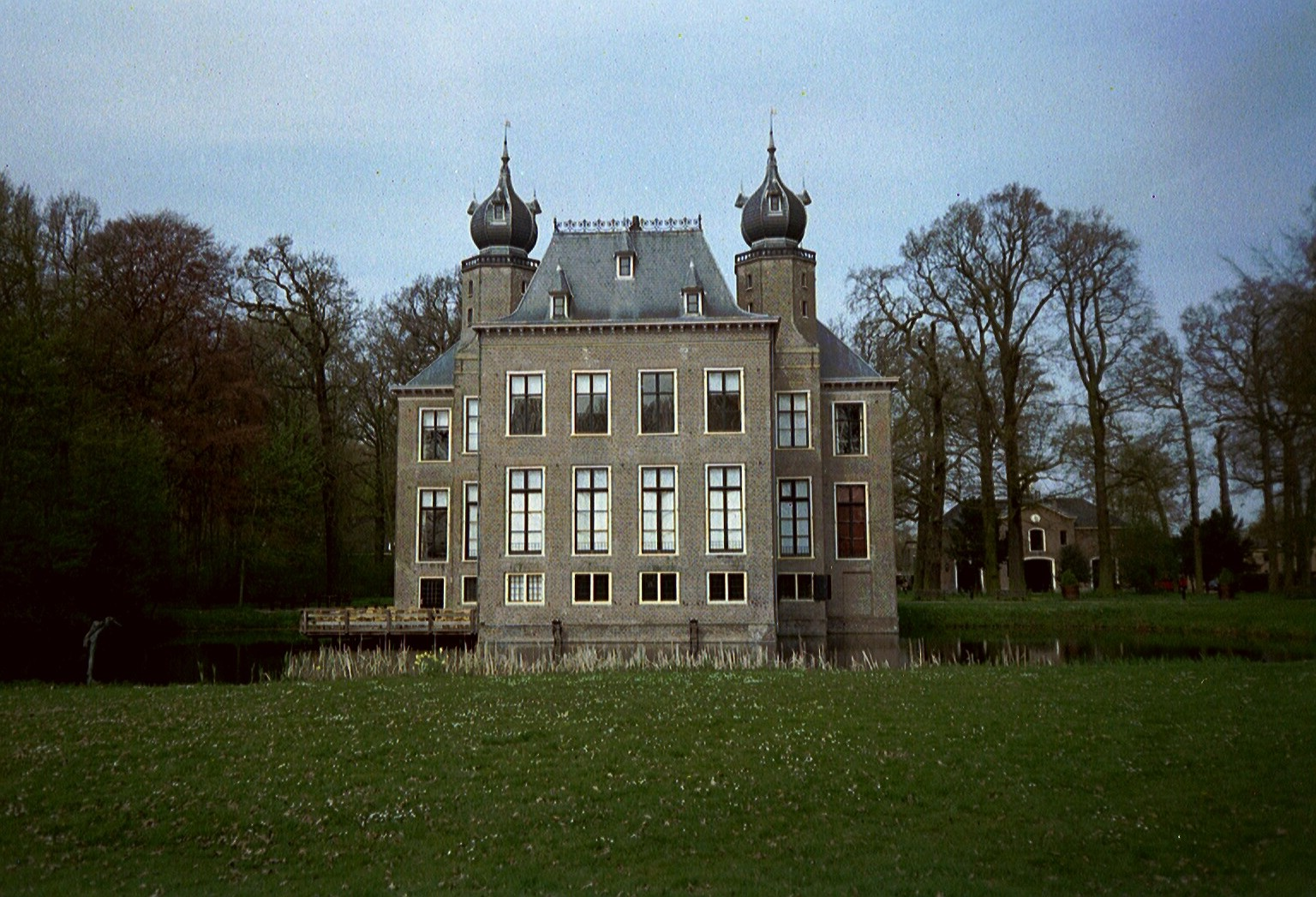
Kasteel Oud-Poelgeest

In 1714 werd hij benoemd tot rector magnificus van de universiteit en volgde Govert Bidloo op als hoogleraar praktische geneeskunde. Hier introduceerde hij het nieuwe instituut van de klinische les aan het bed van de patiënt. In plaats van zijn studenten lesstof uit het hoofd te laten leren, onderwees hij hen methodes om de patiënten te onderzoeken en dan een diagnose te stellen. Zelf deed hij dat echter nauwelijks: uit de brieven van patiënten trok hij conclusies en schreef medicatie voor. Van de twaalf bedden in het Caeciliagasthuis maakte hij weinig gebruik. In 1715 kwam tsaar Peter de Grote bij hem langs, om vijf uur 's ochtends. Vier jaar (1718) later werd hij ook benoemd tot hoogleraar chemie. 
In 1722 werd hij ziek en besloot het rustiger aan te doen. In 1724 kocht hij Oud-Poelgeest. Elke plant die geen plaats vond in de hortus verdween naar het veel grotere buiten. Een van zijn leerlingen was Albrecht von Haller uit Bern. In 1728 werd hij gekozen in de Académie française, in 1730 in de Royal Society in Londen. In 1729 moest hij zijn leerstoelen in de chemie en botanie opgeven, en concentreerde zich op zijn medische onderwijs. Hij overleed na een langdurig en pijnlijk ziekbed uiteindelijk in 1738 te Leiden en werd in de Pieterskerk begraven. Nabij zijn graf is in 1762 een monument voor hem opgericht, dat ontworpen is door Frans Hemsterhuis en vervaardigd door Antony Wapperon.

## Commentaar
Boerhaave deed de hippocratische methode van onderwijs aan het bed herleven en hechtte grote waarde aan een obductie na het overlijden, waarmee de samenhang tussen afwijkingen en verschijnselen kon worden aangetoond. Het syndroom van Boerhaave, de ruptuur van de slokdarm bij hevig braken, is naar hem genoemd; hij beschreef het naar aanleiding van de ziektegeschiedenis van admiraal Jan Gerrit van Wassenaer van de Nederlandse vloot die hij behandeld had.
De klinisch-pathologische conferenties die Boerhaave invoerde zijn ook tegenwoordig nog een belangrijk onderwijsmiddel. Hij combineerde de beste elementen uit vele wetenschappelijke tradities. Zijn methoden werden door een groot aantal studenten, die uit alle landen kwamen om van hem te leren, door Europa verspreid. Twee van zijn boeken, Institutiones Medicinae (1708) en Elementa Chemiae (1724) bleven decennialang standaardwerken.
In 1735 maakte Boerhaave kennis met de jonge Linnaeus, die toen net gepromoveerd was aan de Universiteit van Harderwijk. Hij herkende in hem een groot wetenschappelijk talent en stelde hem voor aan George Clifford, een vermogend Amsterdams bankier met een buitenplaats in Heemstede, de Hartekamp. Boerhaave beschreef ook planten die door de schepen van de Compagnie naar Nederland gebracht werden. Hij was bijvoorbeeld de eerste die van de echte suikerbos van de Kaap een beschrijving en illustratie maakte. Linnaeus gaf er later de naam Protea repens aan.

## Vernoemingen en eerbewijzen
- De domineeswoning waarin Boerhaave opgroeide in Voorhout heet sindsdien Boerhaavehuis en bestaat samen met de geneeskundige kruidentuin nog steeds.
- Het Rijksmuseum Boerhaave in Leiden is naar de geleerde genoemd.
- Het Medisch Centrum Boerhaave is gevestigd in het zusterhuis van de voormalige Boerhaave kliniek in Amsterdam.
- Het LUMC organiseert nascholing voor artsen onder de titel 'Boerhaavecursussen'.
- Van maart 1959 tot juli 1987 was in Harderwijk een ziekenhuis naar Boerhaave vernoemd, gevestigd in het hoofdgebouw van Sanatorium Sonnevanck.
- In Antwerpen is een van de straten rondom het Stuivenberggasthuis de Boerhaavestraat genoemd.
- Van 1955 tot 1961 was Boerhaave afgebeeld op het bankbiljet van twintig gulden.[5]
- Tussen 1958 en 1962 had de KLM een verkeersvliegtuig PH-LKN Lockheed L1049H Super Constellation genaamd "Hermannus Boerhaave".[6]
- Aan de Rijnsburgerweg in Leiden staat een standbeeld van Boerhaave gemaakt door de beeldhouwer Jean Theodore Stracké.[7]
- Het Particulier Medisch Gezelschap Boerhaave, een particulier gezelschap binnen het Utrechtsch Studenten Corps, werd in 1881 opgericht en naar hem vernoemd.
- In Deventer is de middelbare school voor het onderbouw HAVO en VWO naar Boerhaave vernoemd.
- Het Boerhaave College in Leiden, opgericht in 1973, is een school voor vavo.
- Het ontwerp voor zijn grafmonument is rond 1775 door Paulus 's Graeuwen, een leerling van Boerhaave en hoogleraar aan de Universiteit van Groningen, verwerkt in het behang van de tuinkamer van het Hinckaertshuis in Groningen.[8]
- Als bewijs voor zijn faam wordt wel de anekdote genoemd dat een brief voor hem uit China, geadresseerd als: "Boerhaave, Europa" correct zou zijn bezorgd. De brief was echter aan de Nederlandse consul meegegeven.[9]
- Het Leids Universiteits Fonds[10] maakt de Boerhaave leerstoel[11] mogelijk, voor gasthoogleraarschappen van eminente en gezaghebbende geleerden, bij voorkeur uit het buitenland, die een bepaald gebied van onderzoek en onderwijs binnen het Leids Universitair Medisch Centrum (LUMC) kunnen stimuleren.
- Er zijn in meer dan twintig steden straten, pleinen en stadswijken die de naam Boerhaave dragen. Onder andere de Boerhaavelaan in Haarlem waaraan het Spaarne Gasthuis staat.
- Op 10 juni 2018 werd de Boerhaaveroute geopend, ter ere van het 350ste geboortejaar van Herman Boerhaave. Deze fiets- en wandelroute gaat langs het werk, de huizen en tuinen van Boerhaave in de plaatsen Voorhout, Oegstgeest en Leiden. Te bezoeken locaties zijn onder meer het Boerhaavehuis in Voorhout, Kasteel Oud-Poelgeest in Oegstgeest en het Rijksmuseum Boerhaave in Leiden.
- Op de zijkant van de fietstunnel van de Nagelbrug in Voorhout staat een uitspraak van Boerhaave geschreven: 'De deur staat voor u open, maar het hart nog meer'. Aan de andere kant van de fietstunnel staat een dichtregel van Voorhouts dichter Joep Derksen: 'Waardeer de kus van het leven'. Bij beide regels staat ook de Latijnse tekst.
- In de stad Groningen is de Boerhaaveschool gevestigd. De Boerhaaveschool in Groningen Zuid is de enige basisschool van Groningen waar Montessorionderwijs wordt gegeven.

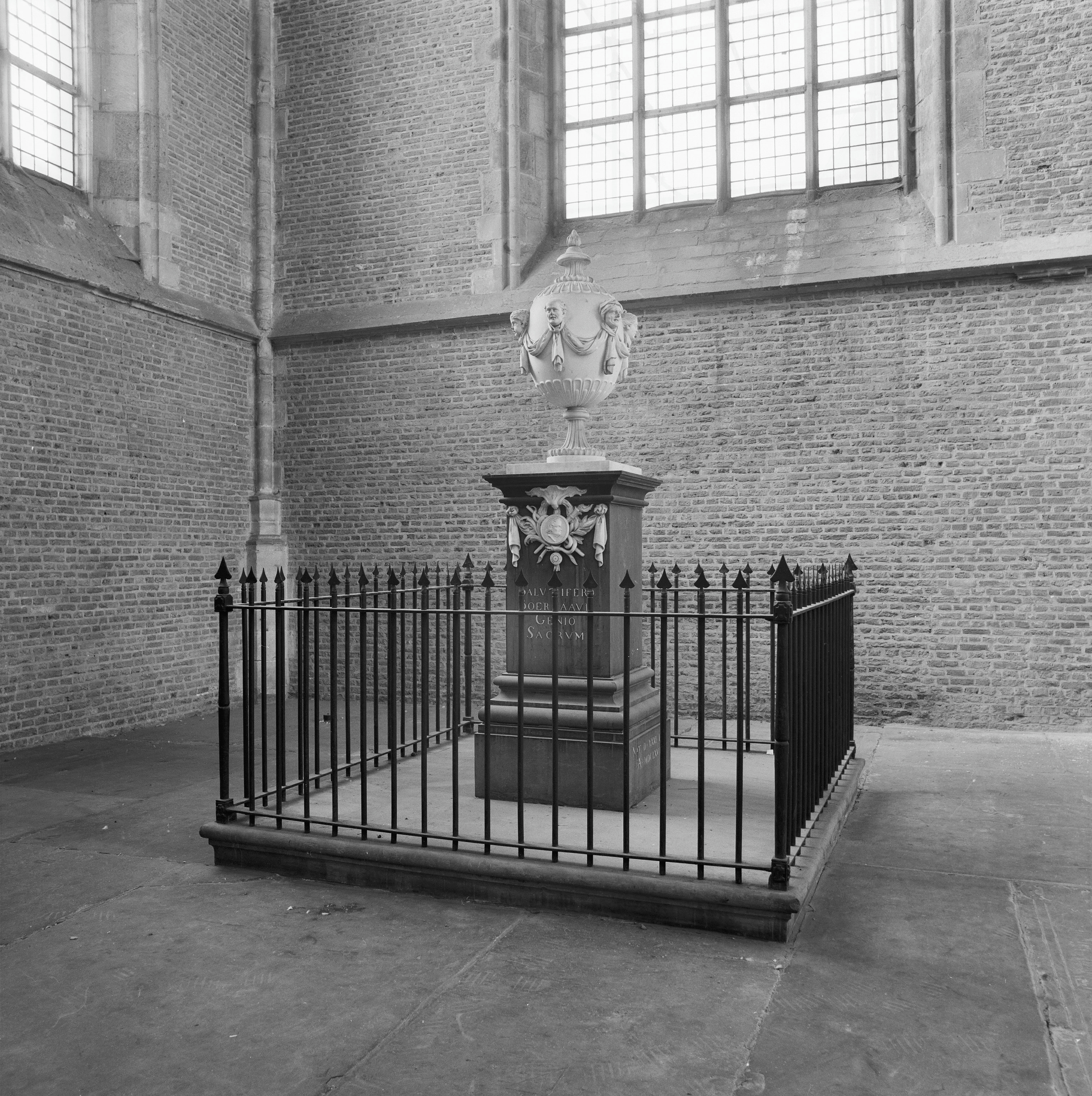
Grafmonument voor Herman Boerhaave in de Pieterskerk in Leiden (Foto:1978)
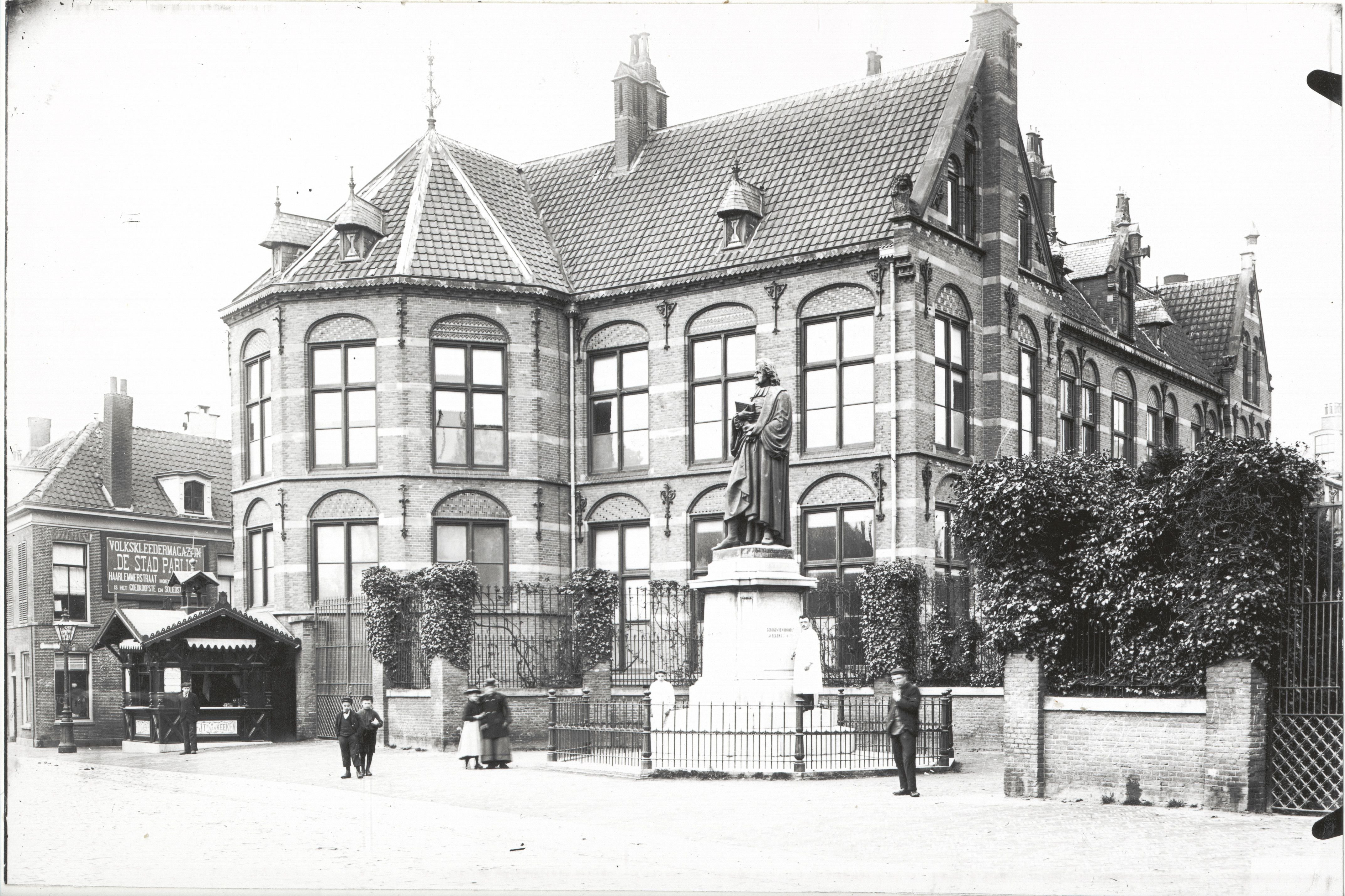
Bronzen standbeeld van Herman Boerhaave voor het Academisch Ziekenhuis Leiden aan de Steenstraat 1, (ca.1900)
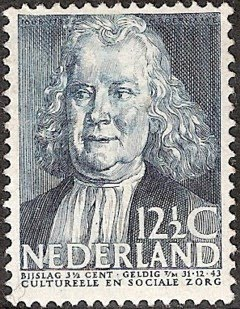
Herman Boerhaave postzegel (1938)

## Bibliografie

Aphorismi de cognoscendis et curandis morbis, 1728